# Liga Democrática das Mulheres Finlandesas
A Liga Democrática das Mulheres Finlandesas (em finlandês: Suomen Naisten Demokraattinen Liitto, SNDL) foi uma organização feminina integrante da Liga Democrática do Povo Finlandês (SKDL), cuja maioria dos membros eram apoiadores do Partido Comunista da Finlândia. Foi fundada na cidade de Helsinque, em 3 de dezembro de 1944, e tinha como objetivo dar continuidade às tradições do movimento trabalhista das mulheres. Foi presidida inicialmente por Anna Nevalainen e teve Saara Tuominen como secretária.
Após um ano de funcionamento, a SNDL estabeleceu-se por todo o país e teve cerca de cem organizações ativas. Estima-se que o número de membros variou de 10.000 a 20.000 e suas atividades mobilizaram centenas de organizações locais, encabeçadas por cerca duma dúzia de departamentos distritais.
Na década de 1940, envolveu-se no desenvolvimento da Associação Finlandesa de Pioneiros da Democracia, uma organização responsável por educar crianças, jovens e adultos sobre os valores do movimento trabalhista. Também foi responsável pela publicação da Uusi Nainen, revista que teve uma circulação de quase oitenta mil exemplares. Foi dissolvida em 1990, quando juntou-se com outros partidos para formar a Aliança de Esquerda.